# Ich will
Ich will je singl od skupiny Rammstein, vydaný na albu Mutter. Byl vydán 10. září 2001.
Videoklip představuje členy kapely při bankovní loupeži. Záběry se střídají se skupinou v okovech na pódiu s velkým potleskem publika. Na konci klipu je rychlý přehled starých klipů z dob Herzeleidu a Sehnsuchtu. Bohužel vydání videoklipu bylo nešťastné, neboť 11. září narazila letadla do WTC a videoklip byl dočasně stažen.

## Tracklist
- Ich will – 3:37
- Ich will (Živě) – 4:17
- Ich will (Westbam Mix) – 6:19
- Ich will (Paul van Dyk Remix) – 6:13
- Pet Sematary (Živě s Clawfinger, pocta Joeymu Ramonemu) – 6:31
- Ich will (Živě CD-R Track) – 4:05